# لیشانه
لیشانه (به عربی: ليشانة) یک شهرداری در الجزایر است که در استان بسکره واقع شده‌است. لیشانه ۸٬۷۴۰ نفر جمعیت دارد.